# Божко Трохим Захарович
Божко Трохим Захарович — український педагог, кандидат філософських наук, викладач філософії, директор Станіславського учительського інституту (1946—1949 рр.).

## Життєпис
Народився 14 квітня 1904 р. у селі Темрюк Володарського району Донецької обл.
Закінчив чотири класи сільської школи. У 12-річному віці потрапив під поїзд і втратив праву руку.
У 1916—1925 рр. працював влітку в наймах, а взимку допомагав батькам по господарству. У 1925—1926 рр. — сільський листоноша, пізніше очолював поштове відділення. У 1927—1928 рр. — голова сільської ради, а в 1928—1929 рр. — секретар партійного осередку в селі Чердакли Володарського району Донецької обл.
У 1929 р. відряджений на навчання в Маріупольську школу радянський і партійних кадрів. У 1931 р. пройшов чотиримісячні курси підготовки у Харківський інститут комуністичної освіти, після чого був зарахований на перший курс історичного факультету, який закінчив у 1936 р. з дипломом викладача історії у середніх навчальних закладах.
У 1935—1936 рр. — завідувач районного відділу освіти в Харкові. 1936—1938 рр. — викладач на курсах марксизму-ленінізму, крайових курсах пропагандистів, викладачів історії ВКП(б) та нової історії, а в 1938—1940 рр. викладач історії ВКП(б) і директор цих курсів. У 1940 р. отримав відрядження на партійну роботу до м. Станіслав.
У 1941 р. евакуйований у місто Красноярськ, де до 1945 р. працював директором міжобласних партійних курсів.
У 1945—1949 рр. — директор Станіславського учительського інституту, завідувач кафедри марксизму-ленінізму.
У 1949—1950 рр. — викладач марксистсько-ленінської філософії Сумського педагогічного інституту, в 1950—1952 рр. — основ марксизму-ленінізму в Станіславському медичному інституті, а в 1952—1954 рр. — завідував цієї кафедри. У 1954 р. при Київському університеті ім. Т.Шевченка захистив дисертацію «Марксистська діалектика про конкретно історичних підхід до явищ суспільного життя».
У 1954—1958 рр. — старший викладач діалектичного матеріалізму в Станіславському педагогічному інституті.